# 高砂北口站
高砂北口站（日语：／ Takasago-kitaguchi eki */?）是位於兵庫縣高砂市高砂町朝日町三丁目，日本國有鐵道（國鐵）高砂線的鐵路車站（廢站）。

## 歷史
- 1930年（昭和5年）7月10日：播丹鐵道（日语：播丹鉄道）的高砂北口停留場啟用[1]。
- 1943年（昭和18年）6月1日：播丹鐵道線被國有化，成為鐵道省高砂線的高砂北口站[1]。
- 1970年（昭和45年）10月1日：結束行李起卸業務[1][2]。同日成為無人車站[3]。
- 1984年（昭和59年）12月1日：隨著高砂線全線廢除，此站也被廢除[1]。

## 車站構造
此站為地面車站，設有1面1線的單式月台。在1970年（昭和45年）成為無人車站前，此站曾經設有木造站舍。
在車站正北邊設有山陽電氣鐵道電鐵高砂站。由於該站是山陽電鐵和加古川方向之間的轉乘車站，因此在高砂線內的車站中，此站的使用量也較高。

## 車站周邊
- 山陽電氣鐵道高砂站
- 三菱製紙（日语：三菱製紙）高砂工場
- 加古川（日语：加古川）
- 兵庫縣立高砂高等學校（日语：兵庫県立高砂高等学校）

## 現狀
車站遺址變成單車停泊場。

## 相鄰車站
日本國有鐵道（國鐵）
高砂線
尾上－高砂北口－高砂

## 注腳
1. 1 2 3 4 5 6  石野哲 (编).  初版. JTB. 1998-10-01: 242. ISBN 978-4-533-02980-6 （日语）.
2. ↑  . 官報. 1970-09-28 （日语）.
3. ↑  . 鐵道公報 (日本國有鐵道總裁室文書課). 1970-09-28: 16 （日语）.

## 相關項目
- 日本鐵路車站列表 Ta